# 雞籠中元祭
雞籠中元祭，或稱為「基隆中元祭」，是每年農曆七月於台灣北部的基隆地區舉辦的中元法會，為台灣重要民俗祭典，以中元節為核心，涵蓋相關民間宗教儀式與官方、民間的週邊藝文活動。大體上從農曆七月一日老大公廟開龕門開始，歷經十二日主普壇開燈放彩，十三日迎斗燈遶境祈福，十四日放水燈遊行、海濱放水燈頭以及十五日公私普渡、跳鍾馗，八月一日的關龕門等，祭典活動與主普壇開燈時間長達一個月。其名列交通部觀光署「台灣十二大地方慶節」之一，與嘉義市諸羅城隍中元祭並列為「北基隆市、南嘉義市」，為全台灣中元節最熱鬧盛大的兩個地區。其於2008年1月29日由行政院文化建設委員會指定為「國家文化資產」之重要民俗。

## 信仰背景
中元節為中國傳統民俗節日，其宗教祭典卻涵蓋整個農曆七月。其發源本來自道教地官大帝誕辰，於農曆七月釋放地獄鬼魂的傳說。又結合佛教目連救母故事而衍生的「盂蘭盆會」。長期以來係已揉合佛教、道教的各種儀式，為超度無主孤魂，台灣俗稱「拜好兄弟」的節日。
而台灣本為移民社會，開拓過程中，許多人死於船難、瘟疫、械鬥等，凡死於非命而又無妥善安葬者，常被認為將化身「厲鬼」。因漢人社會特別重視血緣傳承、宗族延續，沒有後嗣的「羅漢腳」，死後無人祭拜則被視為無主孤魂。為安撫這些厲鬼與孤魂，台灣隨處可見有應公、萬應公、大眾爺、金斗公、百姓公、萬善爺、大塚公、水流媽等陰廟信仰。

## 歷史沿革
基隆中元祭起源於清代，福建漳州人先入墾基隆，主要分布在基隆港口附近，獅球嶺以北之地。泉州安溪人則分布於獅球嶺以南，暖暖一帶的河谷與山地。雙方因籍貫各異，常因商業、 土地、耕種、習俗、信仰等事摩擦，衍生漳泉械鬥，死傷慘烈，對立情勢緊張，甚至遷怒彼此所信仰的鄉土神，有「尪公不過獅球嶺」、「尪公沒頭殼，聖公沒手骨」的俗諺。
除了祖籍之外，由宜蘭傳入的北管音樂團體也因分為西皮及福祿，西皮以堂為稱號供奉田都元帥，福祿以社為號供奉西秦王爺，除一般拼陣外也發生集體械鬥情形，以致今日兩者以旭川河為其分界處。
1851年（咸豐元年）八月，漳泉械鬥不斷發生，至1853年，雙方在魴頂（今南榮公墓）發生大規模械鬥，雙方死傷百餘人；因挑釁而將再次械鬥時，有漳籍、泉籍雙方大老、頭人出面調解，藉以平息械鬥，將雙方死難骸骨稱為「老大公」，合葬祭祀，廟名「老大公廟」。協商以字姓輪值主普，以宗親血緣取代祖籍地域觀念，融合漳泉，輪流舉辦中元超渡、普施孤魂幽靈。以比賽陣頭來代替械鬥打破頭，以求達到社會和諧，共存共榮的大同世界。1855年（咸豐五年），基隆中元祭開始舉辦，至今已有一百六十餘年。

### 輪值字姓

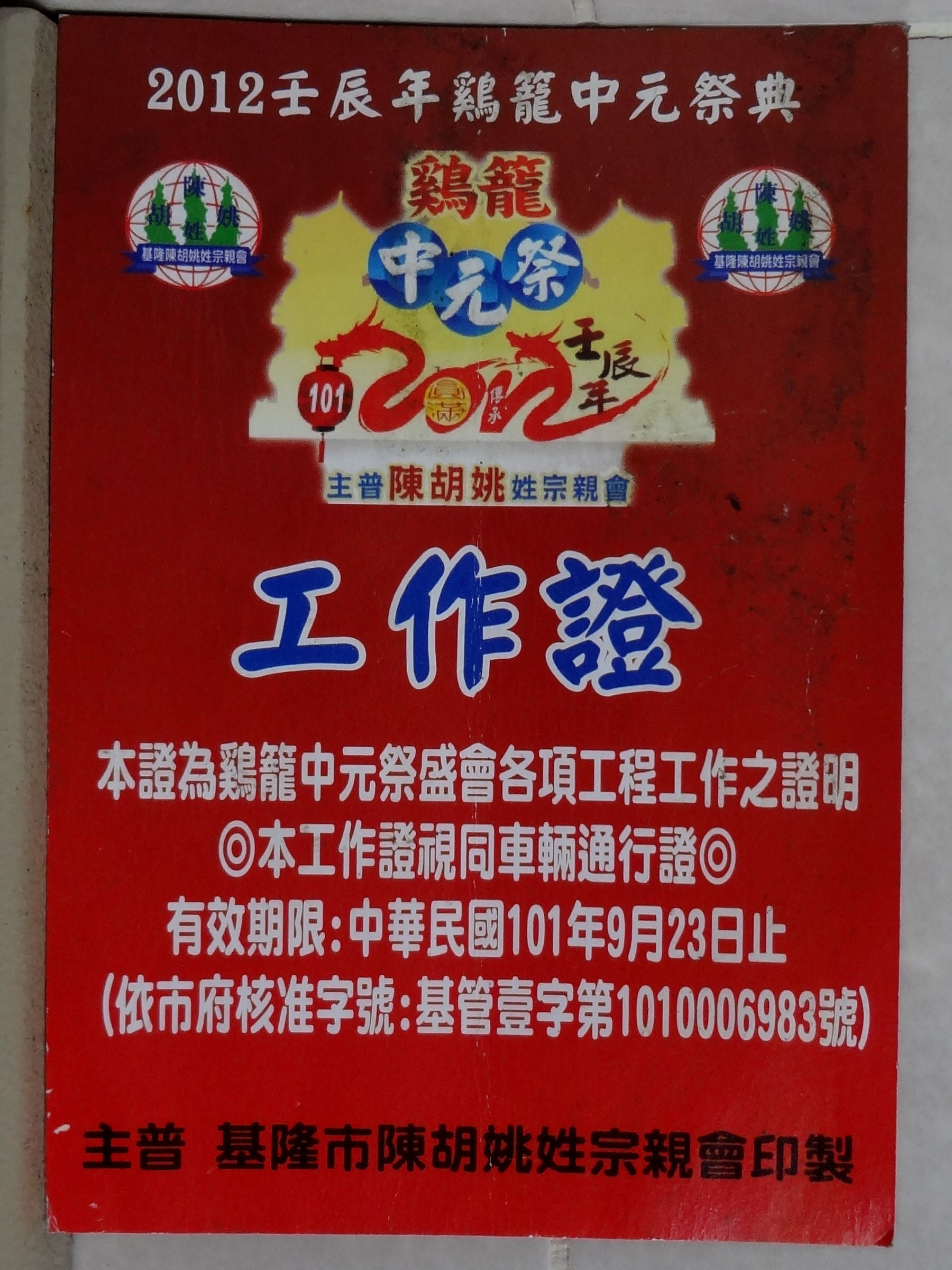
2012壬辰年雞籠中元祭工作證，基隆市陳胡姚姓宗親會印製。

自咸豐年間開始，即由基隆十一姓氏宗親輪流主普，稱為「十一字姓」。傳說經由抽籤決定張廖簡、吳、劉唐杜、陳胡姚、謝、林、江、鄭、何藍韓、賴、許的順序，稱為「張頭許尾」。
1947年(民國36年)起，基隆李字姓宗親會正式加入基隆市「聯姓會」。　1952年(民國41年)，基隆市聯姓會第一次參加鷄籠中元祭活動。
1954年(民國43年)，基隆市聯姓會首次輪值主普(當時由 李、黃、郭、王、楊、柯蔡姓主辦)。
然而基隆 李、郭、黃、王、曾、楊、柯蔡、邱丘、蘇周連、鍾蕭葉、白、余徐涂、董童等字姓宗親組成的「聯姓會」，於1954年(民國43年)要求加入輪流主普，共十二單位輪值。
1981年(民國70年)，李姓、郭姓、黃姓脫離基隆市聯姓會組織，單獨參加每年的鷄籠中元祭活動。
因臺灣人以「黃尾」之稱覺得不吉，經協調後，改成今日張廖簡、吳、劉唐杜、陳胡姚、謝、林、江、鄭、何藍韓、賴、許、聯姓會、李、黃、郭等「十五字姓」主普。
◎ 1991年(民國80年) 基隆李姓為(從聯姓會)獨立後的第一次主普。

　 1992年(民國81年) 基隆黃姓為(從聯姓會)獨立後的第一次主普。

　 1993年(民國82年) 基隆郭姓為(從聯姓會)獨立後的第一次主普。

### 字姓輪值列表
↓　(主普字姓輪值列表)

#### 字姓輪值列表 (西元 1994年 ～ 2008年)
| 西元年 | 民國紀年 | 輪值次第 | 農曆歲次 | 主普字姓     |
| 1994   | 083年    | 140      | 甲戌     | 張廖簡       |
| 1995   | 084年    | 141      | 乙亥     | 吳           |
| 1996   | 085年    | 142      | 丙子     | 劉唐杜       |
| 1997   | 086年    | 143      | 丁丑     | 陳胡姚       |
| 1998   | 087年    | 144      | 戊寅     | 謝           |
| 1999   | 088年    | 145      | 己卯     | 林           |
| 2000   | 089年    | 146      | 庚辰     | 江           |
| 2001   | 090年    | 147      | 辛巳     | 鄭           |
| 2002   | 091年    | 148      | 壬午     | 何藍韓       |
| 2003   | 092年    | 149      | 癸未     | 賴           |
| 2004   | 093年    | 150      | 甲申     | 許           |
| 2005   | 094年    | 151      | 乙酉     | 聯姓會(柯蔡) |
| 2006   | 095年    | 152      | 丙戌     | 李           |
| 2007   | 096年    | 153      | 丁亥     | 黃           |
| 2008   | 097年    | 154      | 戊子     | 郭           |

#### 字姓輪值列表 (西元 2009年 ～ 2023年)
| 西元年 | 民國紀年 | 輪值次第 | 農曆歲次 | 主普字姓       |
| 2009   | 098年    | 155      | 己丑     | 張廖簡         |
| 2010   | 099年    | 156      | 庚寅     | 吳             |
| 2011   | 100年    | 157      | 辛卯     | 劉唐杜         |
| 2012   | 101年    | 158      | 壬辰     | 陳胡姚         |
| 2013   | 102年    | 159      | 癸巳     | 謝             |
| 2014   | 103年    | 160      | 甲午     | 林             |
| 2015   | 104年    | 161      | 乙未     | 江             |
| 2016   | 105年    | 162      | 丙申     | 鄭             |
| 2017   | 106年    | 163      | 丁酉     | 何藍韓         |
| 2018   | 107年    | 164      | 戊戌     | 賴             |
| 2019   | 108年    | 165      | 己亥     | 許             |
| 2020   | 109年    | 166      | 庚子     | 聯姓會(白、童) |
| 2021   | 110年    | 167      | 辛丑     | 李             |
| 2022   | 111年    | 168      | 壬寅     | 黃             |
| 2023   | 112年    | 169      | 癸卯     | 郭             |

#### 字姓輪值列表 (西元 2024年起)
| 西元年 | 民國紀年 | 輪值次第 | 農曆歲次 | 主普字姓     |
| 2024   | 113年    | 170      | 甲辰     | 張廖簡       |
| 2025   | 114年    | 171      | 乙巳     | 吳           |
| 2026   | 115年    | 172      | 丙午     | 劉唐杜       |
| 2027   | 116年    | 173      | 丁未     | 陳胡姚       |
| 2028   | 117年    | 174      | 戊申     | 謝           |
| 2029   | 118年    | 175      | 己酉     | 林           |
| 2030   | 119年    | 176      | 庚戌     | 江           |
| 2031   | 120年    | 177      | 辛亥     | 鄭           |
| 2032   | 121年    | 178      | 壬子     | 何藍韓       |
| 2033   | 122年    | 179      | 癸丑     | 賴           |
| 2034   | 123年    | 180      | 甲寅     | 許           |
| 2035   | 124年    | 181      | 乙卯     | 聯姓會（詹） |
| 2036   | 125年    | 182      | 丙辰     | 李           |
| 2037   | 126年    | 183      | 丁巳     | 黃           |
| 2038   | 127年    | 184      | 戊午     | 郭           |

### 參與單位
清代以迄日治時期，基隆中元祭典共有主會、主醮、主壇、主普合稱為「四大柱」共同辦理。

在道教祭祀儀式裡，舉辦醮儀，除在廟內設立道壇，稱為「內壇」外，在祭典區域內，還另外設立四個外壇，一般是天師壇、北帝壇、觀音壇、福德壇，分別由主會、主醮、主壇、主普出資捐獻。當時除由「十一字姓」輪值主普外，主會、主壇、主醮則由地方行號分區承擔。其分區大致如下：
- 草店尾、石牌街、灰窯仔
- 福德街、崁仔頂
- 新店街、蚵殼港、仙洞

主會、主壇、主醮等均在第二次世界大戰期間時已停辦，如今僅剩主普。然而全部祭典，最初由基隆港碼頭「元發號」苦勞間（碼頭工會）承接，後改由慶安宮辦理。

目前除輪值主普字姓宗親會、慶安宮之外，整個鷄籠中元祭係受中央與基隆市政府輔導、補助。其架構如下：
- 指導單位：交通部、文化部（前 行政院文化建設委員會）
- 輔辦單位：交通部觀光局
- 主辦單位：基隆市政府、基隆市議會
- 承辦單位：基隆市文化局
- 協辦單位：臺灣港務公司基隆港務分公司（前 基隆港務局）、基隆市政府觀光及城市行銷處（前 基隆市政府交通旅遊處）、基隆市觀光協會

### 參與區域
清代以迄日治時期，參加基隆中元祭的地區包含金包里堡、基隆堡、三貂堡、石碇堡等地（即清代基隆廳轄區），合稱為「金鷄貂石」，大體包含以下今日區域：
- （金）金包里堡：新北市金山區、萬里區。
- （鷄）基隆堡：基隆市安樂區大部份區域、中山區、信義區、中正區、仁愛區，新北市瑞芳區部份區域。
- （貂）三貂堡：新北市平溪區、雙溪區、貢寮區。
- （石）石碇堡：新北市瑞芳區大部份區域、汐止區、石碇區，基隆市安樂區部份區域、七堵區、暖暖區（因七堵區與安樂區於二戰後數次調整邊界）。

但現今的中元祭典，大致上只限於基隆市轄區而已。

## 祭典儀式
目前的鷄籠中元祭的「祭典儀式」有

　　(01)起燈腳、(02)開龕門、(03)異國靈情、(04)送燈獻敬、(05)豎燈篙、

　　(06)開燈放彩、(07)迎斗燈、(08)發表放榜、(09)水燈頭繞境、(10)放水燈、

　　(11)中元普度、(12)送大士爺、(13)跳鍾馗、(14)關龕門、(15)交接手爐

## 相關藝文活動

### 周邊藝文活動
每年除各輪值宗親會舉辦傳統宗教儀式外，基隆市政府、基隆市文化中心、基隆社區大學，以及地方文藝團體也經常舉辦相關的藝文活動。近年來，也邀請國外藝文團體參與活動，增加鷄籠中元祭的國際視野。

### 引用
1. ↑   (PDF).   [2016-09-30]. （原始内容存档 (PDF)于2017-03-06）.
2. ↑  法國公墓普渡 氣氛很西洋 《聯合報》 的存檔，存档日期2014-10-06.
3. ↑  . 2013-08-13. 中國時報[永久]
4. ↑  . 2013-08-13. （原始内容存档于2013-08-15）. 中國時報
5. ↑  基隆中元祭 依例農曆7月14日舉行 《人間福報》2006.3.15[永久]
6. ↑  放水燈 （页面存档备份，存于），台灣大百科全書，文化部

## 外部連結
- 水接水，燈傳燈－雞籠的光與魅影（基隆中元祭） （页面存档备份，存于）
- 雞籠中元祭 一百六十一年祭祀不斷 （页面存档备份，存于）
- 雞籠中元祭——文化部文化資產局 （页面存档备份，存于）